# مرشد العسل المنفي
مرشد العسل المنفي أو دليل المناحل المنفي (الاسم العلمي: Indicator exilis) (بالإنجليزية: Least Honeyguide)‏ هو نوع من الطيور يتبع جنس مرشد العسل من فصيلة مرشدات العسل.